# Thelephora cervicornis
Thelephora cervicornis är en svampart som beskrevs av Corner 1968. Thelephora cervicornis ingår i släktet vårtöron och familjen Thelephoraceae.   Inga underarter finns listade i Catalogue of Life.